# RalliSport Challenge
RalliSport Challenge est un jeu vidéo de course proposant 48 parcours pouvant se jouer à partir de 29 voitures existantes.
Ce jeu est sorti en 2002 sur Xbox, le jour du lancement de la console. Le 20 novembre de la même année il arrive sur PC. Sa suite, Rallisport Challenge 2 est sortie en 2004 sur Xbox.

## Système de jeu
Il permet des courses jusqu'à 4 joueurs simultanément sur 4 types d'épreuves différentes (course de côte, rallye, course sur glace (en), rallye-cross), et propose divers modes de jeu comme le championnat, la course rapide, le contre-la-montre, etc.

## Accueil
- Jeuxvideo.com : 16/20 (XB)[3] - 16/20 (PC)[4]